# Ladislav Dluhoš
Ladislav Dluhoš (* 6. Oktober 1965 in Čeladná) ist ein ehemaliger tschechischer Skispringer.

## Werdegang
Dluhoš nahm am 14. Januar 1984 erstmals an einem Springen im Rahmen des Skisprung-Weltcups teil. Dabei erreichte er in Harrachov bereits überraschend den 4. Platz und somit auch erste Weltcup-Punkte. Bei der kurz darauf stattfindenden Nordischen Skiweltmeisterschaft 1984 in Engelberg gewann er gemeinsam mit Vladimír Podzimek, Jiří Parma und Pavel Ploc im Teamspringen die Bronzemedaille. Nur einige Tage später erreichte Dluhoš bei den Olympischen Winterspielen 1984 in Sarajevo den 12. Platz beim Springen von der Großschanze. Nach den Spielen konnte er in Oberstdorf und Planica erneut unter die besten Zehn im Weltcup springen. Er beendete die Saison 1983/84 auf dem 21. Platz in der Weltcup-Gesamtwertung. 
Die Saison 1984/85 begann für ihn mit schlechten Ergebnissen bei der Vierschanzentournee 1984/85. Bei der Skiflug-Weltmeisterschaft 1985 in Planica konnte er jedoch erneut mit dem 5. Platz eine Top-10-Platzierung erreichen. Bei der Nordischen Skiweltmeisterschaft 1985 in Seefeld in Tirol erreichte Dluhoš auf der Normalschanze den 33. Platz. Im ersten Weltcup-Springen nach der Weltmeisterschaft konnte er in Sapporo mit Platz 2 erstmals aufs Podium springen. Auch eine Woche später in Engelberg stand er – diesmal mit Platz 3 – erneut auf dem Siegerpodest.
Die Weltcup-Saison 1985/86 begann mit einem 4. Platz in Chamonix. Auch bei der Skiflug-Weltmeisterschaft 1986 erreichte er diese Platzierung. In Liberec und Sapporo sprang er kurz darauf erneut mit den Plätzen zwei und drei aufs Podium. Am Ende der Saison belegte er den 10. Platz in der Weltcup-Gesamtwertung.
In der folgenden Saison begann er mit einer eher durchwachsenen Vierschanzentournee 1986/87, bei der er nur in Innsbruck mit Platz 11 Weltcup-Punkte gewinnen konnte. Bei der Nordischen Skiweltmeisterschaft 1987 in Oberstdorf sprang er auf der Normalschanze auf den 53. und auf der Großschanze auf den 29. Platz. Im Teamspringen erreichte er gemeinsam mit Jiří Parma, Martin Švagerko und Pavel Ploc den 4. Platz und verpasste dabei mit 1,9 Punkten hinter der Mannschaft aus Österreich nur knapp die Medaillenränge. Nach der Weltmeisterschaft bestritt er nur noch den Weltcup in Falun und sprang dort auf den 11. Platz. Am Ende der Saison belegte er mit 10 gewonnenen Weltcup-Punkten nur Platz 47 in der Weltcup-Gesamtwertung.
Die Weltcup-Saison 1987/88 begann mit einem 15. Platz in Sapporo. Bei der anschließenden Vierschanzentournee 1987/88 blieb er jedoch erneut hinter den Erwartungen zurück. Daraufhin legte er für vier Wochen eine Trainingspause ein, um sich auf die folgenden Olympischen Spiele vorzubereiten. Bei den Olympischen Winterspielen 1988 in Calgary sprang Dluhoš auf der Normal- und der Großschanze jeweils auf den 14. Platz. Im Teamspringen erreichte er gemeinsam mit Jiří Malec, Pavel Ploc und Jiří Parma den 4. Platz hinter Finnland, Jugoslawien und Norwegen. In den übrigen Saisonspringen nach den Olympischen Spielen erreichte Dluhoš in allen Springen eine Platzierung innerhalb der Punkteränge und beendete die Saison am Ende auf dem 24. Platz in der Weltcup-Gesamtwertung.
Bei den ersten Springen in der Weltcup-Saison 1988/89 gelang ihm wie auch am Ende der Vorsaison immer der Sprung in die Punkteränge, meist sprang er sogar unter die besten Zehn. Bei der Vierschanzentournee 1988/89 zeigte er erneut seine Schwäche bei diesem Turnier, erlangte aber mit dem 18. Platz in der Gesamtwertung immerhin sein bestes Ergebnis bei der Tournee. Danach erreichte er erneut in allen Springen Weltcup-Punkte und stand in Harrachov mit Platz 3 auf dem Podium. Dies war die höchste Einzelplatzierung der Saison. Bei der kurz darauf stattfindenden Nordischen Skiweltmeisterschaft 1989 in Lahti sprang er auf der Normalschanze auf den 11. und auf der Großschanze auf den 6. Platz. Im Teamspringen wurde er in der Teambesetzung der Olympischen Spiele 1988 am Ende Dritter und gewann so die Bronzemedaille.
Ab der Saison 1989/90 lieferte er zunehmend durchwachsene Leistungen ab. Seine beste Platzierung erreichte er im Januar 1990 noch einmal mit einem 2. Platz in Harrachov. Im Anschluss daran blieben jedoch große Erfolge aus, Weltcup-Punkte oder Platzierungen unter den besten Zehn waren selten. Bei der Skiflug-Weltmeisterschaft 1990 in Vikersund kam er am Ende nur auf den 32. Platz. Auch bei der Nordischen Skiweltmeisterschaft 1991 in Val di Fiemme konnte er mit Platz 25 auf der Groß- und Platz 26 auf der Normalschanze nicht überzeugen. Auch im Teamspringen konnte er mit Platz 5 die Bronzemedaille von 1989 nicht wiederholen. Auf Grund des Leistungsabfalls sprang Dluhoš neben dem Weltcup auch im zweitklassigen Continental Cup, blieb aber auch in dieser Serie in den Folgejahren erfolglos.
Ab 1993 sprang er für den Tschechischen Skiverband, nachdem sich durch die Teilung der Tschechoslowakei deren Verband aufgelöst hatte.
Bei den Olympischen Winterspielen 1994 gehörte Dluhoš zum Aufgebot der Tschechen für das Skispringen und erreichte auf der Normalschanze den 30. Platz. Nach den Spielen bestritt er bis zum Saisonende noch alle Weltcup-Springen und beendete die Saison am Ende mit 165 Punkten auf dem 24. Platz in der Weltcup-Gesamtwertung. In der folgenden Saison 1994/95 sprang er am 11. Dezember 1994 sein letztes Weltcup-Springen in Planica und startete anschließend ausschließlich im Continental Cup. Da er aber auch dort weitgehend erfolglos blieb, beendete Dluhoš nach der Saison 1995/96 seine aktive Skisprungkarriere im Alter von 30 Jahren.

## Erfolge

### Schanzenrekorde
| Ort       | Land    | Weite               | aufgestellt am  | Rekord bis       |
| --------- | ------- | ------------------- | --------------- | ---------------- |
| Engelberg | Schweiz | 123,0 m (HS: 137 m) | 17. Januar 1984 | 17. Februar 1984 |